# Котляров, Юрий Васильевич
Юрий Васильевич Котляров (14 января 1948 — 17 сентября 2020) — советский футболист, вратарь.

## Карьера
Воспитанник юношеской команды «Крылья Советов». Первые тренеры — Николай Зайцев и Николай Поздняков.
Отличался хорошим взаимодействием с защитниками и надёжной игрой на выходах. В 1966 году его пригласили в «Крылья Советов», за дубль которых он отстоял 30 матчей. 15 июня 1967 года Котляров впервые сыграл за основной состав, это был победный матч с ленинградским «Зенитом» (4:0). До конца сезона отстоял все матчи без замен, а в 14 играх не пропускал голов в свои ворота. В 1968 году стал реже играть за основной состав (14 матчей), 7 игр провёл за дубль.
В 1969 году играл за уфимский «Строитель». В 1970 году опять играл за «Крылья Советов», последним матчем за куйбышевскую команду стала игра с астраханским «Волгарём» 3 октября 1970 года.
После службы в армии играл за хабаровский СКА, в 1973 году за саратовский «Сокол», в 1974 за тольяттинское «Торпедо». В 1975 году уехал в сургутский «Нефтяник», который тогда тренировал Пётр Гетманов.
В 1968 году один раз сыграл за дубль полевым игроком. В 1970 году отстоял без пропущенных голов в воротах «Крыльев Советов» 8 матчей подряд (759 минут), побив предыдущий рекорд, поставленный Владимиром Сухоставским в 1950 году (669 минут).